# Estadio Partenopeo
El Estadio Partenopeo era un estadio multipropósito, pero principalmente dedicado a la práctica del fútbol, situado en la ciudad de Nápoles, capital de la Campania. Sirvió de sede habitual al Napoli.

## Historia
Proyectado por Amedeo D'Albora para alojar los partidos del Napoli, fue construido entre agosto de 1929 y el febrero de 1930 cerca de la Estación de Nápoles Central. Los trabajos fueron financiados totalmente por el primer presidente del Napoli, Giorgio Ascarelli, industrial texil de origen judío. Inicialmente fue denominado "Stadio Vesuvio", con referencia al célebre volcán napolitano, y sus tribunas de madera podían contener a 20.000 personas.
El primer partido disputado en el estadio fue entre el Napoli y el Triestina, con el resultado de 4–1 favorable al equipo local (16 de febrero de 1930), aunque la inauguración oficial ocurrió el 23 de febrero siguiente, con un partido contra la Juventus que finalizó 2 a 2. Algo más de dos semanas después, el presidente Ascarelli murió con sólo 35 años de edad por un ataque de peritonitis fulminante: el estadio fue nombrado "Stadio Giorgio Ascarelli" en su honor.
En vista del Mundial de Italia 1934, la estructura fue completamente reconstruida con el cemento armado, aumentando el aforo a 40.000 plazas. Además se cambió la denominación por "Stadio Partenopeo", siendo Parténope el nombre de la primera fundación de Nápoles. Durante el Mundial aquí se disputaron dos partidos: el encuentro de primera fase Hungría–Egipto y el partido por la definición del tercer lugar entre Alemania y Austria. Tras la Copa volvió a ser sede de los partidos de locale del Napoli y en 1937 el club experimentó una política de entrada libre para las mujeres.
En 1942, durante la II Guerra Mundial, fue destruido por los bombardeos de los Aliados.

## Partidos del Mundial de 1934 disputados en el Stadio Giorgio Ascarelli
| 27 de mayo de 1934, 16:30 | Hungría                                  | 4:2 (2:2) | Egipto         | Stadio Giorgio Ascarelli, Nápoles                                      |                                                                        |
|                           | Teleki 11' · Toldi 31', 61' · Vincze 53' | Reporte   | Fawzi 35', 39' | Asistencia: 9.000 espectadores Árbitro(s): Rinaldo Barlassina (Italia) | Asistencia: 9.000 espectadores Árbitro(s): Rinaldo Barlassina (Italia) |

| 7 de junio de 1934, 18:00                                               | Alemania                   | 3:2 (3:1) | Austria                 | Stadio Giorgio Ascarelli, Nápoles                                  |                                                                    |
|                                                                         | Lehner 1', 40' · Conen 15' | Reporte   | Horvath 35' · Sesta 63' | Asistencia: 7.000 espectadores Árbitro(s): Albino Carraro (Italia) | Asistencia: 7.000 espectadores Árbitro(s): Albino Carraro (Italia) |
| Alemania se convierte en el primer debutante en quedar en tercer lugar. |                            |           |                         |                                                                    |                                                                    |

- Datos: Q1010594
- Multimedia: Stadio Partenopeo / Q1010594